# Isländisches Nationaltheater
Koordinaten: 64° 8′ 50″ N, 21° 55′ 53,9″ W

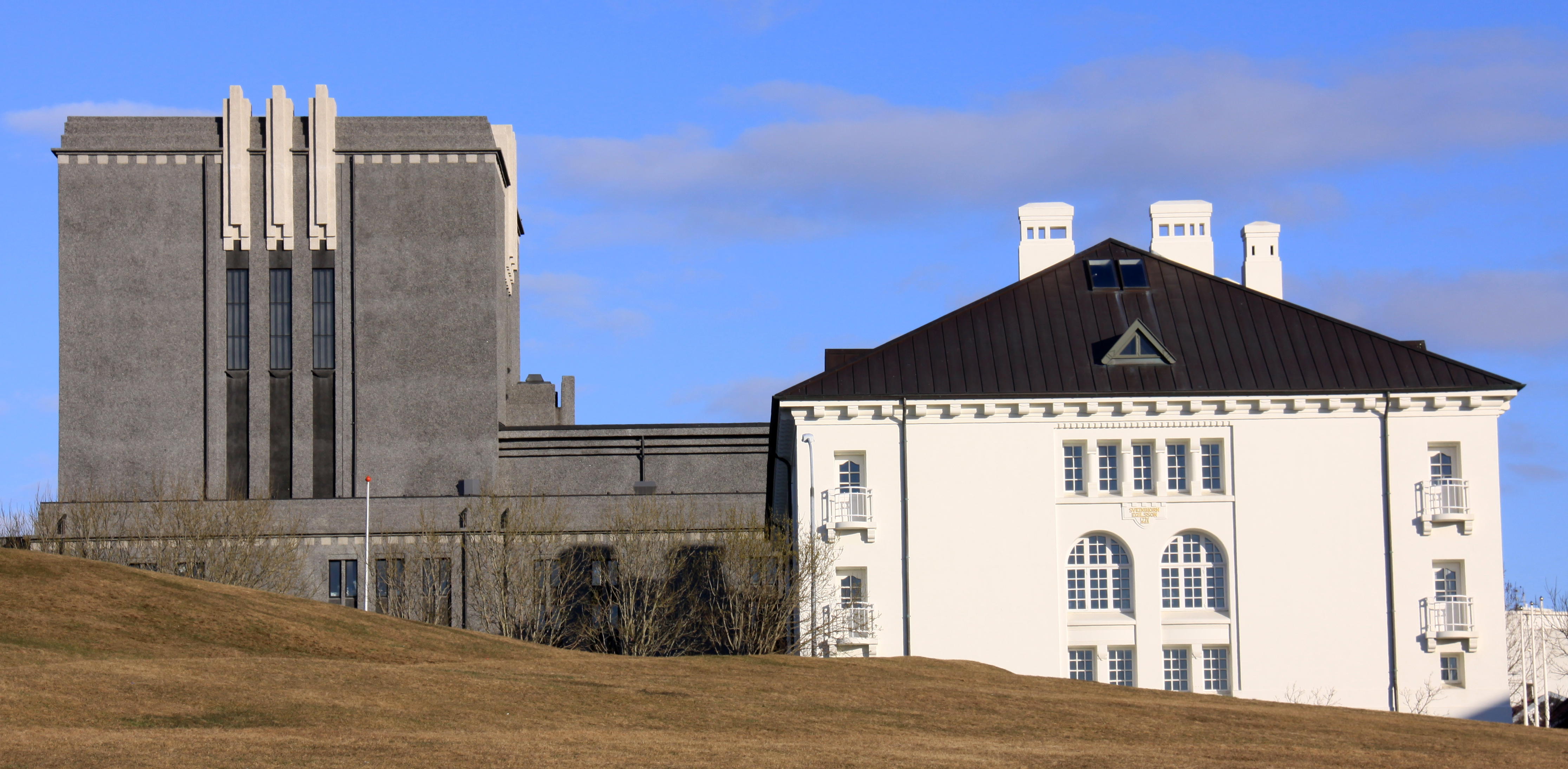
Das Nationaltheater von der Ingólfsstræti aus mit dem alten Gebäude der Nationalbibliothek (Landsbókasafnið), Reykjavík

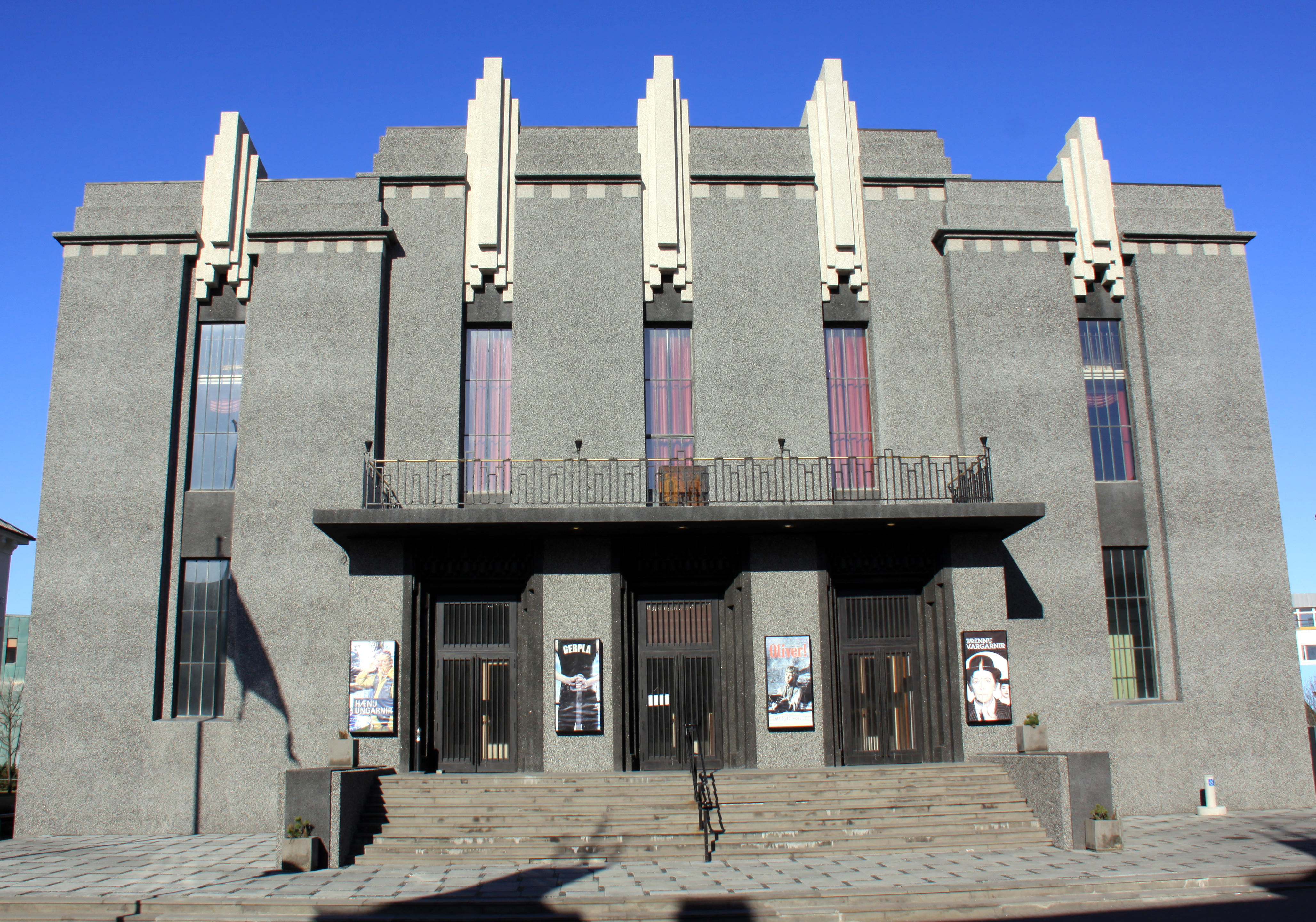
Nationaltheater

Das Isländische Nationaltheater (isl. Þjóðleikhúsið, IPA: [ˈθjou̯ːðlɛi̯kˌhuːsɪð], Transkription: Thjodleikhusid) befindet sich in der isländischen Hauptstadt Reykjavík.
Das Theater, das von dem isländischen Staatsarchitekten Guðjón Samúelsson entworfen worden war, eröffnete am 20. April 1950.
Es ist die führende Theaterinstitution Islands und hat jährlich zwischen 10 und 14 Premieren. Jährlich finden etwa 300 bis 400 Aufführungen statt, die 80.000 bis 100.000 Besucher anlocken.
Die künstlerische Leitung der Institution hat seit 2015 Ari Matthíasson.

## Besondere Ereignisse
Im Nationaltheater fand anlässlich des Matchs des Jahrhunderts, der Schachweltmeisterschaft 1972, zwischen Boris Spasski und Bobby Fischer, eine Feierstunde statt, an welcher Bobby Fischer nicht teilnahm. Dieses Nicht-Erscheinen löste eine Krise aus, die fast zum Abbruch der Weltmeisterschaft geführt hätte.